# Onuphis longibranchiata
Onuphis longibranchiata är en ringmaskart som beskrevs av Miles Joseph Berkeley 1972. Onuphis longibranchiata ingår i släktet Onuphis och familjen Onuphidae. Inga underarter finns listade i Catalogue of Life.